# La società dello spettacolo
La società dello spettacolo (titolo originale: La Société du Spectacle) è un saggio dello scrittore e filosofo francese Guy Debord, pubblicato per la prima volta nel 1967. L'opera, di chiara ispirazione marxista, descrive la moderna società delle immagini come una mistificazione volta a giustificare i rapporti sociali di produzione vigenti.

## Piano dell'opera
Il saggio di Debord si sviluppa attraverso l'esposizione di "tesi" numerate, da 1 a 221, contenute in nove parti, intitolate come segue:
1. La separazione compiuta
2. La merce come spettacolo
3. Unità e divisione nell'apparenza
4. Il proletariato come soggetto e come rappresentazione
5. Tempo e storia
6. Il tempo spettacolare
7. La programmazione del territorio
8. La negazione e il consumo nella cultura
9. L'ideologia materializzata

## La società dello spettacolo

### La "separazione" delle immagini dalla vita
Le prime trentaquattro tesi sono incentrate sulla descrizione della società dello spettacolo. La prima tesi contiene uno dei tanti détournement che caratterizzano il saggio di Debord. Essa ricalca l'incipit de Il capitale di Marx: «Tutta la vita delle società nelle quali predominano le condizioni moderne di produzione si presenta come un'immensa accumulazione di spettacoli». Le immagini del mondo dettate dalle necessità della produzione capitalistica si sono staccate dalla vita, al punto che lo spettacolo è considerato come "l'inversione della vita". La definizione dello spettacolo, riportata nella quarta tesi, è la seguente: «Lo spettacolo non è un insieme di immagini, ma un rapporto sociale fra individui, mediato dalle immagini», una «visione del mondo che si è oggettivata». Lo spettacolo, così come lo descrive Debord, è sia il mezzo, sia il fine del modo di produzione vigente. Non bisogna però pensare che lo spettacolo sia semplicemente irreale. Lo spettacolo inteso come inversione del reale è effettivamente realtà. In un altro détournement (stavolta di matrice hegeliana), Debord afferma che «la realtà sorge nello spettacolo, e lo spettacolo è reale». Chiaramente l'obiettivo dello spettacolo è quello di legittimare se stesso oltre che i rapporti sociali di produzione dei quali è guardiano, e di conseguenza si presenta in continuazione (e senza possibilità effettive di contestazioni) come un elemento intrinsecamente positivo. La spettacolarizzazione della realtà prende, in un certo senso, il posto della religione, realizzando «l'esilio dei poteri umani in un al di là» e fungendo da guardiano del sonno dalla «società moderna incatenata», di cui è il «cattivo sogno». Mentre la religione si è imposta, nella concezione debordiana, come fonte di divieti per l'uomo, lo spettacolo mostra all'uomo ciò che egli può fare, ma, scrive ancora Debord, «il permesso si oppone assolutamente al possibile». Anche il momento del non-lavoro è completamente consacrato allo spettacolo e, quindi, funzionale ai rapporti sociali di produzione, di cui lo spettacolo garantisce la conservazione. Garanzia della conservazione è anche l'isolamento delle persone le une dalle altre, ma anche l'isolamento delle masse. Il primo capitolo si chiude con la seguente tesi: «Lo spettacolo è il capitale a un tal grado di accumulazione da divenire immagine».

### Il ruolo della merce
Il secondo capitolo si apre con una citazione tratta da Storia e coscienza di classe di György Lukács, nella quale viene analizzato il rapporto tra il lavoro e la merce. Citando ancora il Marx de Il capitale, la prima tesi introduce quest'ultima come una "vecchia nemica", triviale all'apparenza, ma "piena di sottigliezze metafisiche". Debord riprende esplicitamente il concetto di feticismo della merce. Essa è la portatrice di immagini per eccellenza, in quanto glorifica il capitalismo su base mondiale, anche laddove esso non ha ancora portato una sovrabbondanza di beni. Ma questa sovrabbondanza di beni non ha assolutamente, a giudizio dell'autore, liberato l'uomo dalla necessità. Anzi, gli ha imposto una nuova necessità, un obbligo: quello del consumo. Il lavoratore, prima trattato come l'ultima ruota del carro, ora viene avvolto nella bambagia e "corrotto" anche nel suo tempo di non-lavoro. Anche lo svago, attraverso il consumismo, si trasforma in un modo per favorire l'accumulazione capitalistica e dar sfogo alla sovrabbondanza di merci, che però non ha garantito al lavoratore una vera liberazione dall'obbligo del lavoro. Anche il lavoro, come aveva già sottolineato Marx, diventa una merce. Si tratta sempre di sopravvivenza, ma sopravvivenza aumentata, che fa del lavoratore un consumatore e del consumatore reale un "consumatore di illusioni". L'economia si trasforma da un mezzo a un fine, ma così facendo «esce dall'inconscio sociale che dipendeva da essa senza saperlo». L'es diventa io, passa allo stato cosciente e, come tale, può e deve decomporsi. La sopravvivenza del sistema è quindi legata ai risultati della lotta di classe, che è il contrario della società dello spettacolo, in quanto società della coscienza.

### Unità e divisione
Per Debord, la società dello spettacolo mostra come unito ciò che in realtà è diviso e come diviso ciò che in realtà è unito. Le divisioni tra i leader nazionali mascherano un'unità di intenti nello sfruttamento del proletariato. Nei paesi sottosviluppati, molti capi rivoluzionari svolgono il ruolo di specchietto per le allodole. Nei paesi socialisti questo ruolo di falso leader è assunto dalla grande burocrazia. Al riguardo, l'autore parla di divisione mondiale dei compiti spettacolari. Un ruolo particolare è svolto dal personaggio vedette, che concentra su di sé tutti gli sguardi, ma in realtà è solo un portavoce di interessi opposti a quelli del proletariato. «Chruščëv era diventato generale per decidere la battaglia di Kursk, non sul terreno, ma nel ventesimo anniversario, quando era ormai padrone dello Stato. Kennedy era rimasto oratore fino a pronunciare il proprio elogio funebre, giacché Ted Sorensen continuava in quel momento a redigere i discorsi per il successore nello stile che era stato così importante per far riconoscere la personalità dello scomparso. I personaggi ammirevoli in cui il sistema si personifica sono ben noti per non essere ciò che sono. Sono diventati grandi uomini scendendo al di sotto della realtà della minima vita individuale, e tutti lo sanno». Ancora Chruščëv, che aveva aiutato Stalin a mantenere il potere, l'aveva denunciato dopo la sua morte. Se nei paesi capitalisti occidentali prevale lo spettacolare diffuso, in quelli socialisti prevale lo spettacolare concentrato. La miseria della classe lavoratrice è unitaria, ma frazionata in finte divisioni. Le merci sono molte e in competizione per conquistare il mercato, ma esse rappresentano tutte uno strumento di sfruttamento dei proletari, con la loro soddisfazione di bisogni imposti.